# Victor Contamin
Victor Contamin, född den 11 juni 1840 i Paris, död 1893, var en fransk ingenjör.
Tillsammans med arkitekten Ferdinand Dutert konstruerade han till världsutställningen i Paris 1889 Galerie des machines (rivet 1910), en väldig maskinhall i järn och glas, som var det största rum utan inre stöd som någonsin byggts. Det hade en spännvidd av 115 m och en längd av 420 m och har för eftervärlden framstått som ett tekniskt-arkitektoniskt mästerverk.